# Stephanie Leonidas
Stephanie Leonidas, född 14 februari 1984 i London, är en brittisk skådespelare.
Leonidas har bland annat medverkat i TV-serierna Snatch och American Gothic. Hon har även medverkat i serien Doc Martin och i filmen A Very Venice Romance.

## Filmografi (i urval)
- 2016 – American Gothic (TV-serie)
- 2017 – Snatch (TV-serie)
- 2023 – A Very Venice Romance